# Programm 1033

Geschützter HMMWV, wie er auch innerhalb der USA von LEAs eingesetzt wird

Das Programm 1033 ist ein Programm des Verteidigungsministeriums der USA, das der US-Polizei die Übernahme von ausgemusterter Militärausrüstung wie etwa gepanzerter Fahrzeuge, Hubschrauber oder Schusswaffen ermöglicht. Bis zum Jahr 2014 haben rund 8000 der 18.000 Polizeidistrikte das Programm in Anspruch genommen.

## Hintergrund
Im Jahr 1995 legte das US-Verteidigungsministerium ein Programm auf, das es staatlichen Sicherheitsbehörden (in den USA: Law Enforcement Agencies) ermöglicht, kostenlos militärische Ausrüstung zu beziehen. Die Logistikabteilung des Verteidigungsministeriums verwaltet dieses Programm. Ziel war es, Behörden in dem zunehmend gewalttätigeren „Krieg gegen Drogen“ besser auszustatten. Damals führte es die Bezeichnung „Program 1208“.
Auch finanzschwachen Polizeikräften ist so der Zugang zu schwerem Material möglich. Die lokalen LEAs müssen lediglich die Kosten für den Versand des Materials und dessen Wartung aufbringen. 13.000 lokale LEAs beteiligten sich an dem Programm.

## Ausrüstung
Das zur Verfügung gestellte Material reicht von M16-Sturmgewehren („RIFLE 5.56-MM, M16“ seit 1967 Ordonnanzwaffe der US-Streitkräfte) bis zu geschützten Armeefahrzeugen (Mine Resistant Ambush Protected Vehicles, MRAPs). Das Programm enthielt die Komponenten Fahrzeuge (zu Land, zu Wasser und in der Luft), Waffen, Computerausrüstung, Fingerprint-Equipment, Nachtsichtausrüstung, Funk- und Überwachungstechnik, Erste-Hilfe-Ausrüstung, Zelte und Schlafsäcke, optisches und Fotoequipment und weitere Ausrüstung.

## Kritik
Die Bürgerrechtsorganisation American Civil Liberties Union (ACLU) kritisiert, dass ein Absatz in den Vereinbarungen zwischen den Bundesstaaten und der DLA die Empfänger des Materials verpflichtet, „das Eigentum innerhalb eines Jahres zu nutzen oder die Rückgabe einzuleiten“. Nach Ansicht der ACLU ermutigt das Programm 1033 nicht nur die Gewalteskalation auf den Straßen von Ferguson (siehe Abschnitt Todesfall Michael Brown), sondern auch zahlreiche Einsätze von Spezialeinheiten, die nie öffentlich wurden und werden. Diese Form der „Militarisierung“ der Polizei nehme unverhältnismäßig oft Afroamerikaner ins Visier.
Der US-amerikanische Senator Rand Paul, der sich für die Präsidentschaftskandidatur der Republikanischen Partei für die Wahl 2016 bewarb, allerdings im Vorwahlkampf ausschied, hat das Programm 1033 scharf kritisiert. Die US-amerikanische Bundesregierung habe damit örtliche Polizeibehörden „militarisiert“ und sie in „kleine Armeen“ verwandelt. Dies sei Ausdruck eines in allen Bereichen immer mächtiger werdenden Staates, der die Freiheitsrechte der Bürger immer weiter einschränke und gegen alle Bürger, insbesondere gegen Nicht-Weiße, immer gewalttätiger vorgehe.

## Todesfall Michael Brown

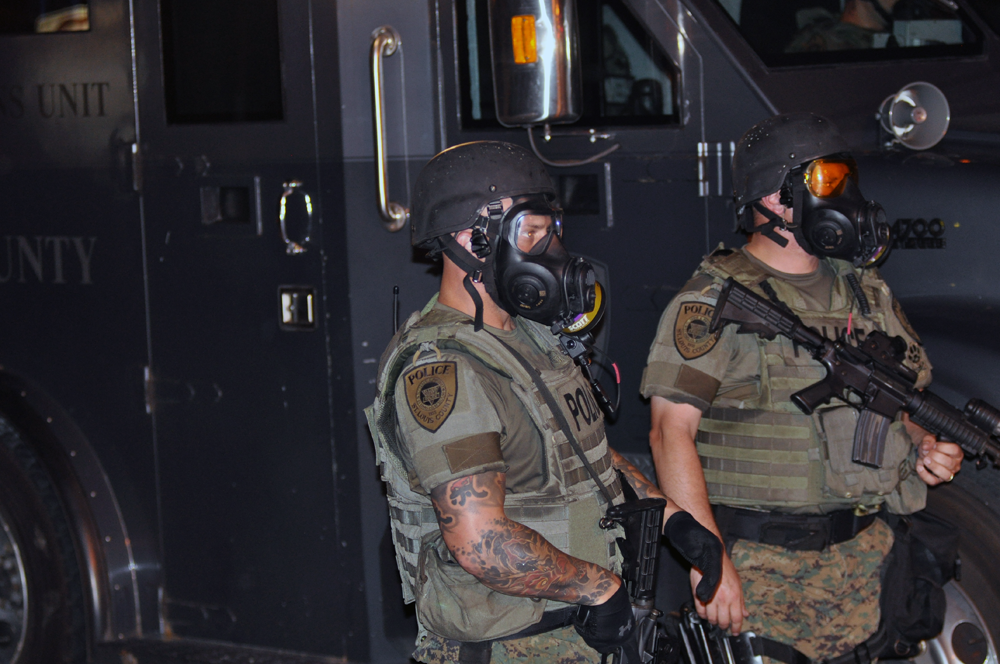
Polizei mit M4-Sturmgewehren und in MARPAT in Ferguson (2014)

Nach dem Tod des afroamerikanischen Schülers Michael Brown durch die Dienstwaffe eines weißen Polizisten kam es in der Kleinstadt Ferguson zu Ausschreitungen. Die örtliche Polizei in der Kleinstadt verfügt auch über schwere Ausrüstung. Der martialische Auftritt mit gepanzerten Fahrzeugen und militärischen Waffen „heizte die angespannte Stimmung zusätzlich auf“. Laut der US-Armee erhielt die Polizei von Ferguson mindestens zwei HMMWVs sowie weitere Ausrüstung.